# Sibylle Schmidt (Unternehmerin)
Sibylle Christine Schmidt (* 1961 in West-Berlin) ist eine deutsche Veranstaltungs- und Gastronomieunternehmerin sowie Berliner Kommunalpolitikerin (parteilos für die AfD).

## Leben
Sibylle Schmidt wurde im Jahr 1961 im Berliner Stadtteil Kreuzberg geboren. Nach eigenen Angaben war ihre Mutter Opernsängerin.
Sie hat drei Kinder.

### Veranstaltungsaktivitäten
Schmidt ist gelernte Betriebswirtin und Fachwirtin für die Tagungs-, Kongress- und Messewirtschaft. Sie hat im Zeitraum von 1980 bis 2005 ca. 1600 Veranstaltungen organisiert; überwiegend Konzerte, Events und Unternehmensfeiern. Sie war unter anderem Geschäftsführerin des Alternativ-Clubs „Blockshock“ (1985–199?), Betreiberin der Discothek „Tanzschule Schmidt“ (1993–1997) und eines Comedy-Clubs am Lausitzer Platz (1998–1999). Schmidt war früher auch als Marketing-Mitarbeiterin der taz tätig.
Eine Dokumentation ihrer Schaffensphase ab 1985 mit mehr als 1000 Plakaten und Tonträgern befindet sich im Berliner Rock- und Pop-Archiv.

#### Das „Blockshock“

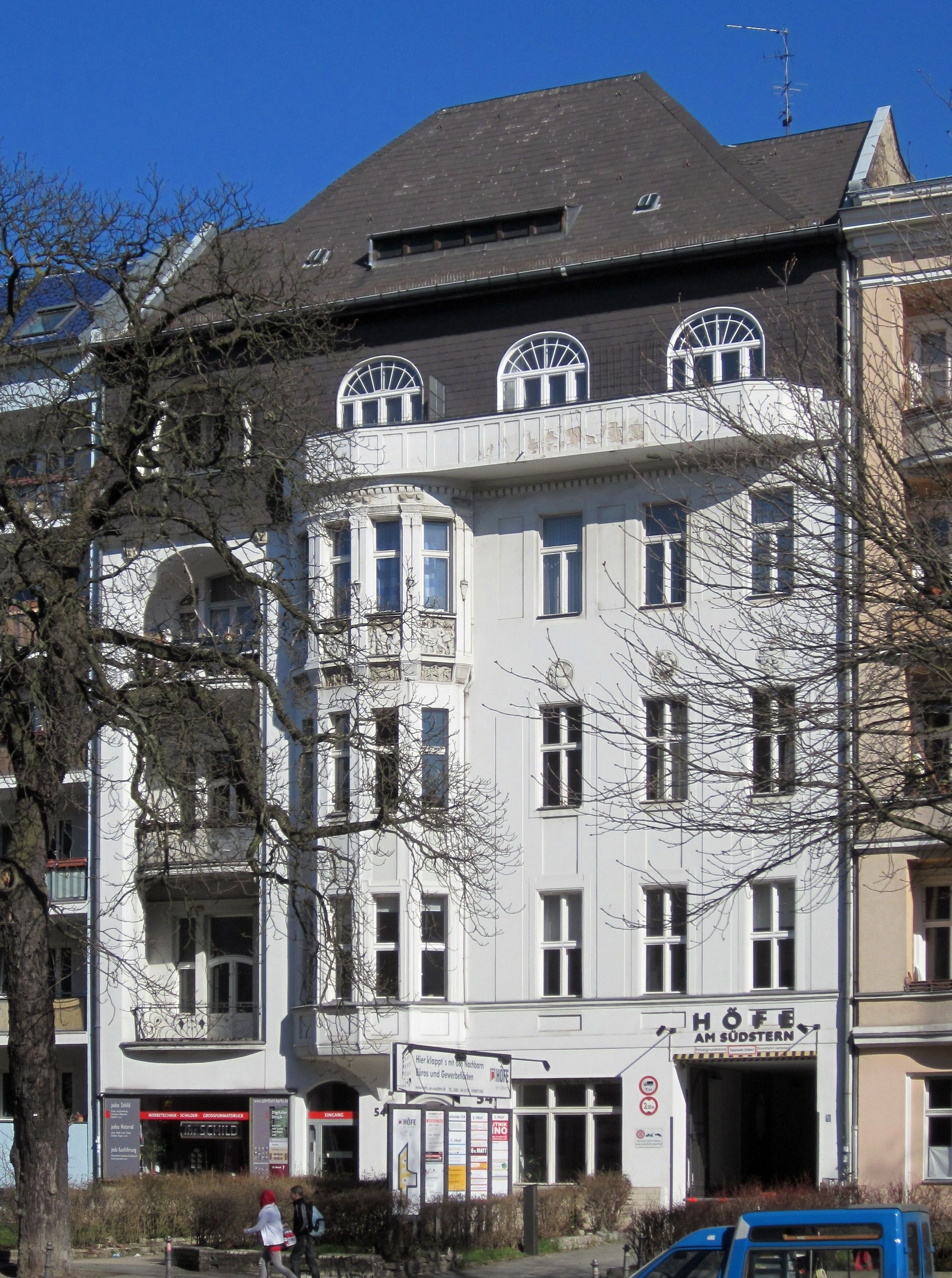
Körtestraße 15/ Hasenheide 54 in Kreuzberg; hier befand sich ab 1987 der Punk-Club „Blockshock II“

Das „Blockshock“ galt ab Mitte der 1980er Jahre als Hort der Kreuzberger Indie-Szene. Das „Café Blockshock“ übernahm Schmidt 1985 in der Mariannenstraße 48 (damals Postzustellbezirk SO 36) mit Freunden als Künstlerclub. Aufgrund der Lärmbelästigungen hatte Schmidts Blockshock Veranstaltungs GmbH permanent Probleme mit Nachbarn. Bereits 1986 wich Schmidt daher auf das SO36 aus und veranstaltete dort in Eigenregie ihre „Kiezdisco“.
1987 zog der Club in die Räumlichkeiten Körtestraße 15/Hasenheide 54 [Höfe am Südstern] um. Den Namen des Lokals ließ sich Schmidt am 20. März 1987 markenrechtlich schützen. Im „Blockshock II“ traten unter anderem Punkrock-Größen wie Die Ärzte und Die Toten Hosen auf. In den Räumlichkeiten wurde dann das „Fliegende Theater“ heimisch.
Veranstaltungsplakate aus dem „Blockshock“ befinden sich beispielsweise im Archiv der Jugendkulturen.

#### Unterstützung der Ost-Berliner Punkbewegung
Schmidt schmuggelte auch vor der Wende Bands in die untergehende DDR und organisierte Konzerte gegen rechts mit. Heinz Havemeister schrieb in seinem Buch Wir wollen immer artig sein …: „Ab 1988 gab es gute Kontakte mit Sybille [Schmidt] vom »Blockshock« in Westberlin. Viele Bands, die da spielten, kamen auch rüber in den Osten und spielten in der Erlöserkirche.“ Der Kontakt kam zustande, nachdem der Ostberliner Punk „Herne“ (Raimon Pietzker), der 1983 im Keller des Nebengebäudes der Erlöserkirche einen Probe- und Konzertraum für die Gruppe „AlösA“ der Ostberliner Punk-Szene gefunden hatte, im Radio ein Interview mit Sibylle Schmidt über das „Blockshock“ gehört hatte und mit ihr über die darin genannte Nummer per Telefon Kontakt aufnahm.

#### Tanzschule Schmidt

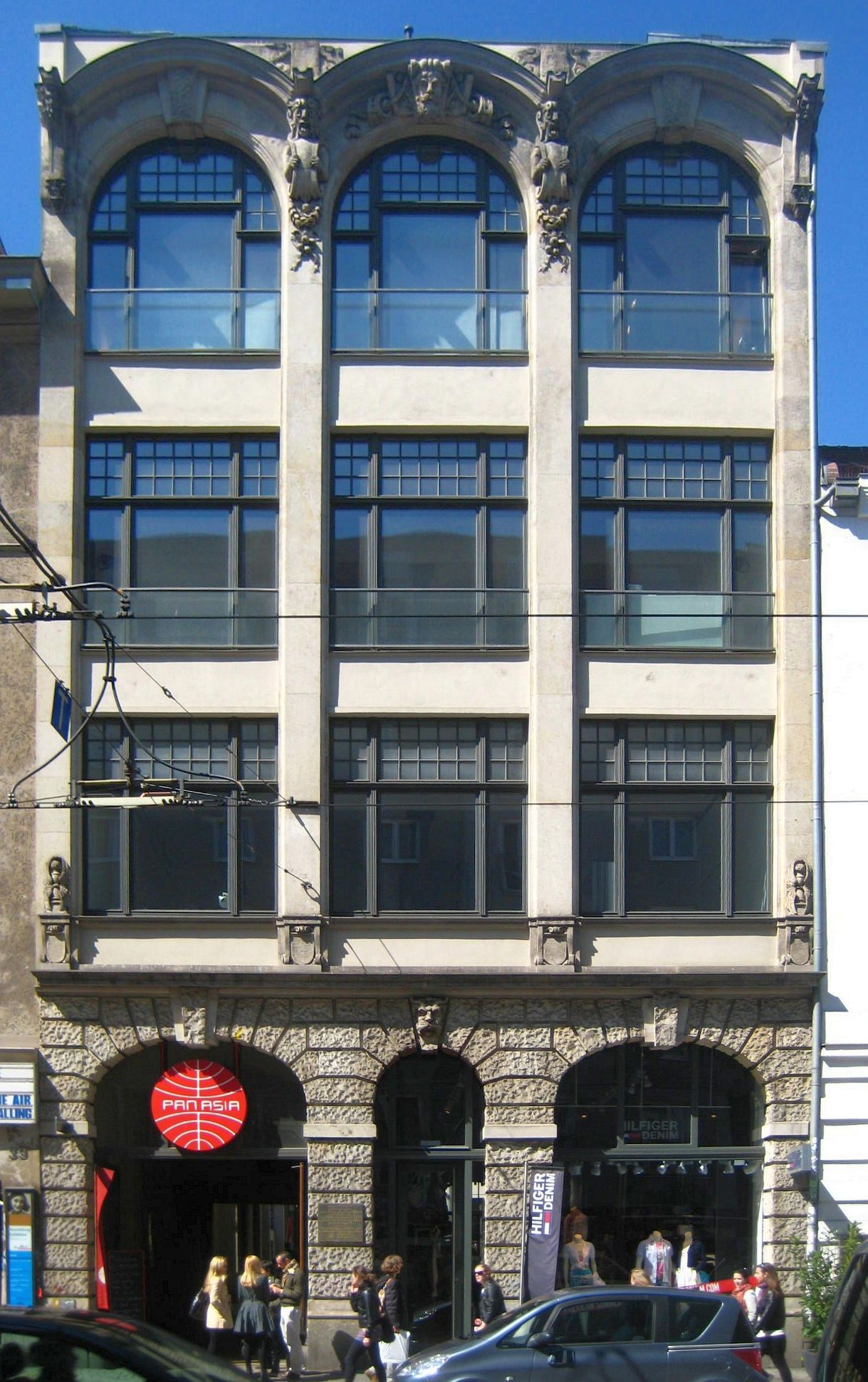
Das Haus in der Rosenthaler Straße 38 nach der Luxussanierung, in dessen Hinterhauserdgeschoss sich die „Tanzschule Schmidt II“ befand

In der „Tanzschule Schmidt“ in Berlin-Mitte, gegründet 1993 in der Inselstraße 9 a und ab 1996 im Erdgeschoss des Hinterhauses der Rosenthaler Straße 38 (über der „Galerie BerlinTokyo“), verkehrte ein anderes Publikum, vornehmlich Anhänger der Hip-Hop-Kultur. Offiziell war das Lokal beim Bezirksamt Mitte als Tanzschule zur einfacheren Erlangung einer Gewerbekonzession eingetragen. Das Konzept sah die Vermietung der 250 m² großen Lokalität an Jugendgruppen vor, da Schmidt als Betreiberin keine Schankerlaubnis für das Lokal hatte.
Das Lokal machte nach mehreren Straßenschlachten mit der Berliner Polizei am Hackeschen Markt Schlagzeilen und wurde in der Folge vom Bauamt geschlossen. Laut der damaligen Baustadträtin Karin Baumert (parteilos für PDS) durfte in einem Baudenkmal keine Vergnügungsstätte betrieben werden, ferner seien im Saal des Hinterhauses historische Wandbilder vernichtet oder übermalt worden, so die damalige Begründung. Bei einem Überraschungsbesuch im Januar 1998 wurde festgestellt, dass die Schließung umgangen wurde. Schmidt konterte, dass die Anträge vorlägen, und der Fall ging an das Verwaltungsgericht.

### Politische Aktivitäten
Sibylle Schmidt war lange Zeit eine in Kreuzberg bekannte Sponti-Akteurin der linken Subkultur. Sie war „Männerbeauftragte“ der Spaßpartei Kreuzberger Patriotische Demokraten/Realistisches Zentrum (KPD/RZ). Von 2000 bis 2016 war Schmidt Mitglied der Sozialdemokratischen Partei Deutschlands, des Bundeskulturforums der Sozialdemokratie, der Arbeitsgemeinschaft Selbständige in der SPD und des Fachausschusses III Innen- und Rechtspolitik der Berliner SPD.
Im September 2016 wurde Schmidt als Parteilose für die Alternative für Deutschland (AfD) in die Bezirksverordnetenversammlung des Bezirks Friedrichshain-Kreuzberg gewählt. Im Jahr 2021 schied sie wieder aus. 
Über die parteipolitische Neuorientierung der ehemaligen linkspolitischen Akteurin aus der früheren Berliner Punk-Szene wurde in mehreren etablierten Medien in Deutschland berichtet, beispielsweise mehrfach im Tagesspiegel, im Cicero und im Focus. Die ZDF-Satirenachrichtensendung heute-show widmete sich ihr in einem Beitrag in der Sendung am 17. September 2016, in der sie von Carsten van Ryssen durch Kreuzberg begleitet wurde. Im französischen Figaro berichtete Nicolas Barotte.
Als Anlass für den Wechsel nannte sie selbst gegenüber der Berliner Zeitung ihre Enttäuschung über den Umgang der SPD mit der Flüchtlingskrise in Deutschland 2015/2016. Speziell kritisierte sie hierbei das Tagungsergebnis des SPD-Fachausschusses für Inneres vom 9. November 2016, in der man sich ihrer Aussage nach inhaltlich nicht mit der Flüchtlingskrise befasste, sondern sich auf die Kritik an Pegida und AfD konzentrierte. Letztendlich fühlte sie sich durch die Terroranschläge am 13. November 2015 in Paris darin bestätigt, dass man durch die Diskussionsvermeidung schwieriger Themen nichts am eigentlichen Problem ändern würde.
Für die Wahl zum 19. Deutschen Bundestag am 24. September 2017 kandidierte sie wiederum parteilos als Direktkandidatin der AfD für den Wahlkreis 83, Friedrichshain-Kreuzberg – Prenzlauer Berg Ost. Gegenüber der taz nannte Schmidt im September 2017 als Hauptgrund ihrer Kandidatur für die AfD die Drogenpolitik.
Um Drogenkonsum im Techno-Club Berghain einzudämmen, brachte sie im April 2018 in der Bezirksverordnetenversammlung Friedrichshain-Kreuzberg einen Antrag ein, nach dem den Betreibern des Berghain die Konzession entzogen und die Öffnungszeiten zukünftig auf 22 bis 6 Uhr begrenzt werden sollten. Außerdem wurde in dem Antrag gefordert, sexuelle Handlungen „durch entsprechende Beleuchtung und Personal zu unterbinden“. Nachdem der Antrag Empörung ausgelöst hatte, wurde er zurückgezogen. Die Partei distanzierte sich anschließend davon.